# اچ‌ام‌اس اکسپلویت (پی۱۶۷)

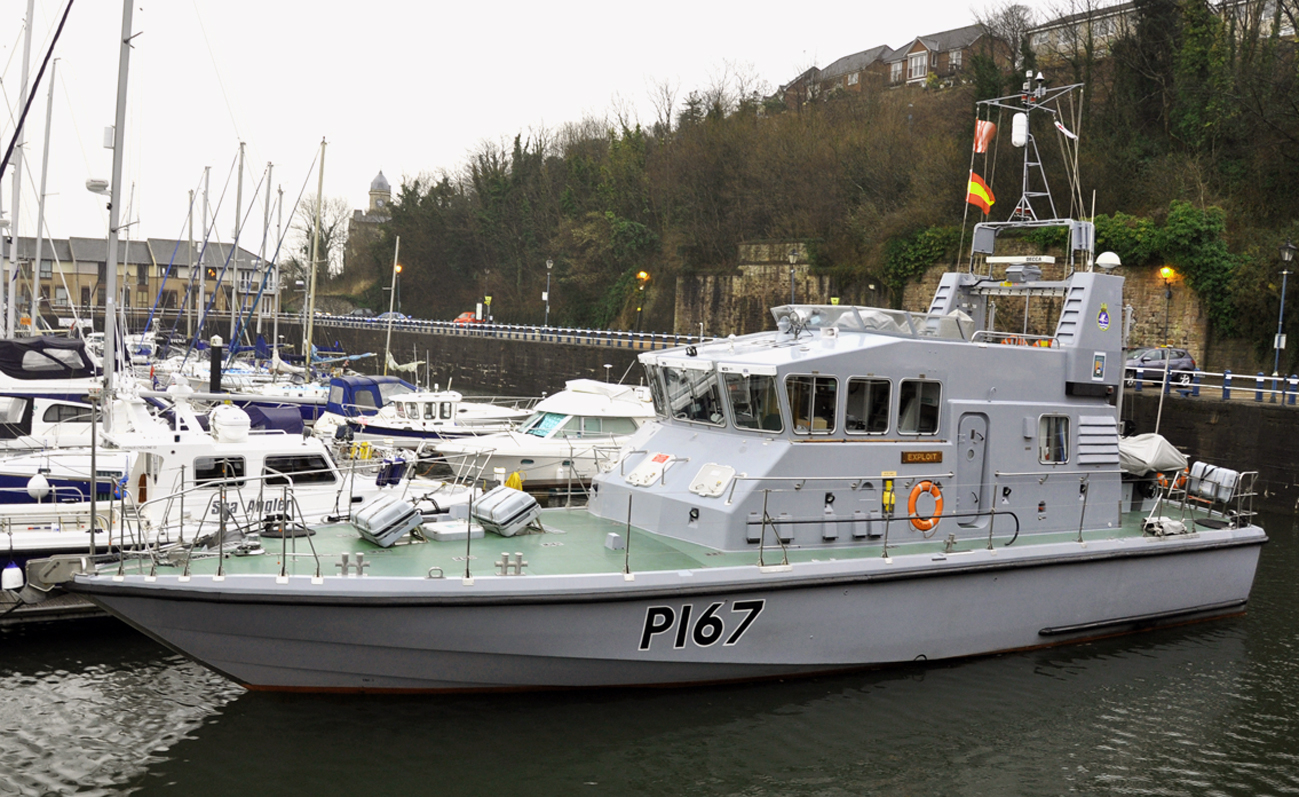
‌اچ ام اس اکسپلوبت(پی۱۶۷)

اچ‌ام‌اس اکسپلویت (پی۱۶۷) (به انگلیسی: HMS Exploit (P167)) یک کشتی است که طول آن ۲۰٫۸ متر (۶۸ فوت ۳ اینچ) می‌باشد.